# Friday I'm in Love
«Friday I'm in Love» (En español:Viernes, estoy enamorado) es el vigesimosexto sencillo de la banda británica The Cure y segundo sencillo del álbum Wish de 1992. «Friday I'm In Love» es una de sus canciones más conocidas. Llegó al número 6 del chart de sencillos británicos y al número 18 del Billboard Hot 100 en los Estados Unidos, convirtiéndose en el último sencillo de la banda que llegó al top 40 norteamericano hasta la fecha. También llegó al primer puesto del Billboard Modern Rock Chart.

## Historia
«Friday I'm In Love» fue nominada para un premio Grammy y ganó el premio al mejor video musical de MTV. La canción había sido grabada en un tiempo más lento que la versión en la que fue lanzada; esto pasó por un error en el proceso de masterizado que hizo que la cinta fuera reproducida a una velocidad un poco mayor.
Esto también llevó a que si bien la canción había sido grabada en la escala de Re mayor, la versión lanzada esté en el medio de Re mayor y Mi bemol mayor, es decir, medio semitono más alto que la versión grabada.
La canción fue un éxito en la radio y trajo toda una nueva generación de fanes para la banda. Sin embargo, el vocalista de la banda y compositor de la canción, Robert Smith, declaró en una entrevista con Musikexpress en 2000: «La gente a la que le gusta "Friday I'm In Love" no son realmente fanes de The Cure. No son ellos los que compran nuestros discos».
Es una canción que parece más que una celebración, una burla de la música pop, utilizando una fórmula usada y conocida para terminar logrando algo tan confortable por su familiaridad.
La canción fue lanzada en 1992, lo cual no es un dato menor: fue una canción pop perfecta en medio de la oscuridad y el caos que llevaba adelante el grunge que dominaba las tendencias musicales y las radios en aquel momento. Llega a ser irónico que una de las bandas que se había destacado por su impronta y sus canciones oscuras en la década de 1980 hiciera una canción tan simple cuando la tendencia musical dominante apuntaba hacia la oscuridad.
La canción aparece, además de en Wish, en el directo Show (1993), y en los discos recopilatorios Galore (1997) y Greatest Hits (2001).

## Lista de canciones
Sencillo de 7"

| N.º | Título               | Duración |  |
| 1.  | «Friday I'm in Love» | 3:36     |  |
| 2.  | «Halo»               | 3:47     |  |

Sencillo de 12"

| N.º | Título                                | Duración |  |
| 1.  | «Friday I'm in Love (Stangelove Mix)» | 5:29     |  |
| 2.  | «Halo»                                | 3:47     |  |
| 3.  | «Scared as You»                       | 4:12     |  |

## Posicionamiento en listas
| Listas (1992)                         | Mejor posición |
| ------------------------------------- | -------------- |
| Alemania (Offizielle Deutsche Charts) | 16             |
| Australia (ARIA)                      | 39             |
| Austria (Ö3 Austria Top 40)           | 13             |
| Canadá (RPM Top Singles)              | 3              |
| Estados Unidos (Billboard Hot 100)    | 18             |
| Estados Unidos (Hot Dance Club Songs) | 32             |
| Estados Unidos (Alternative Airplay)  | 1              |
| Irlanda (IRMA)                        | 4              |
| Nueva Zelanda (Recorded Music NZ)     | 7              |
| Noruega (VG-lista)                    | 7              |
| Países Bajos (Mega Single Top 100)    | 32             |
| Reino Unido (UK Singles Chart)        | 6              |
| Suecia (Sverigetopplistan)            | 17             |
| Suiza (Schweizer Hitparade)           | 17             |

## Músicos
- Robert Smith - voces y guitarra acústica de 12 cuerdas
- Porl Thompson - guitarra eléctrica
- Simon Gallup - bajo
- Perry Bamonte - guitarra acústica
- Boris Williams - batería y pandereta